# Reiner Hoffmann

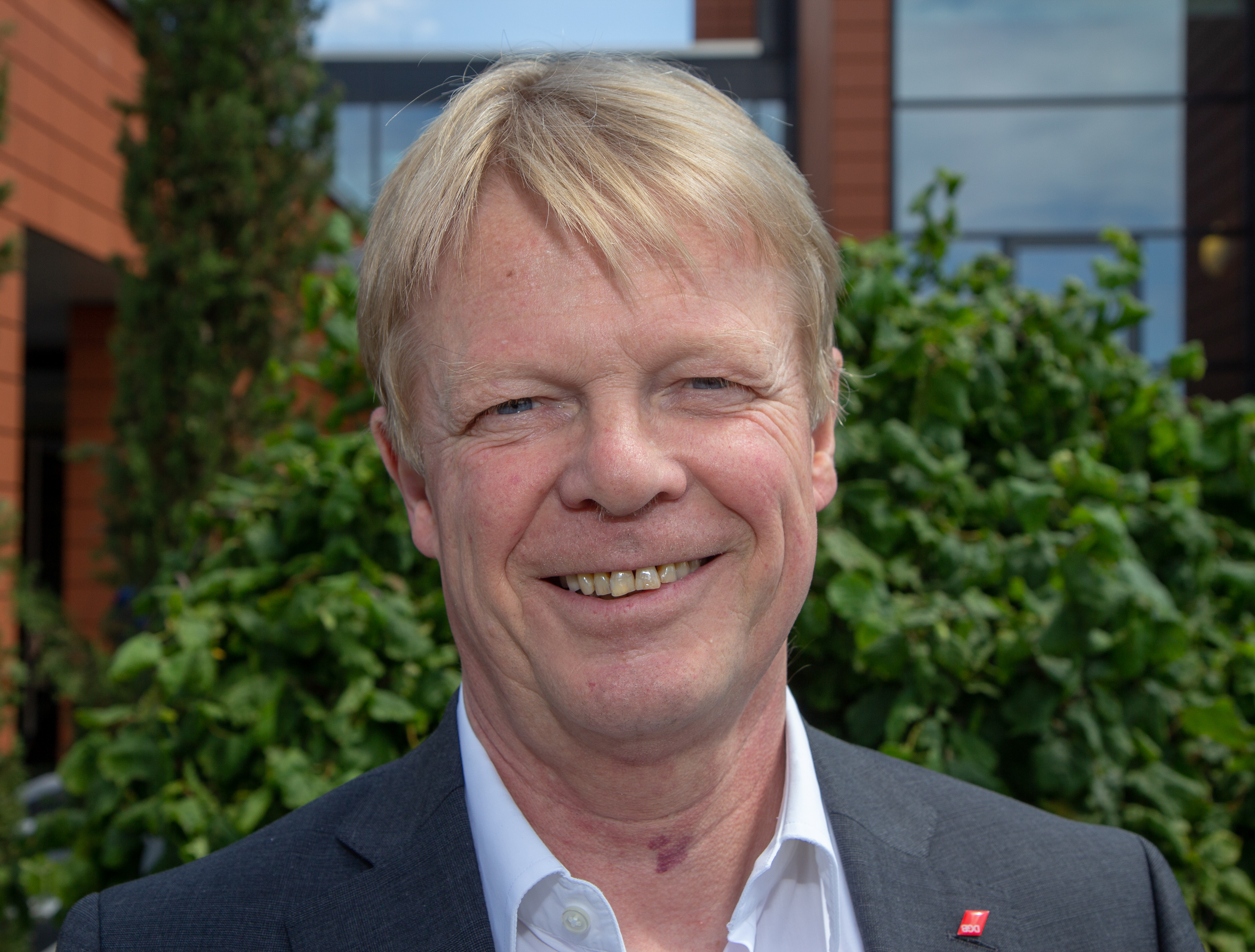
Reiner Hoffmann (2018)

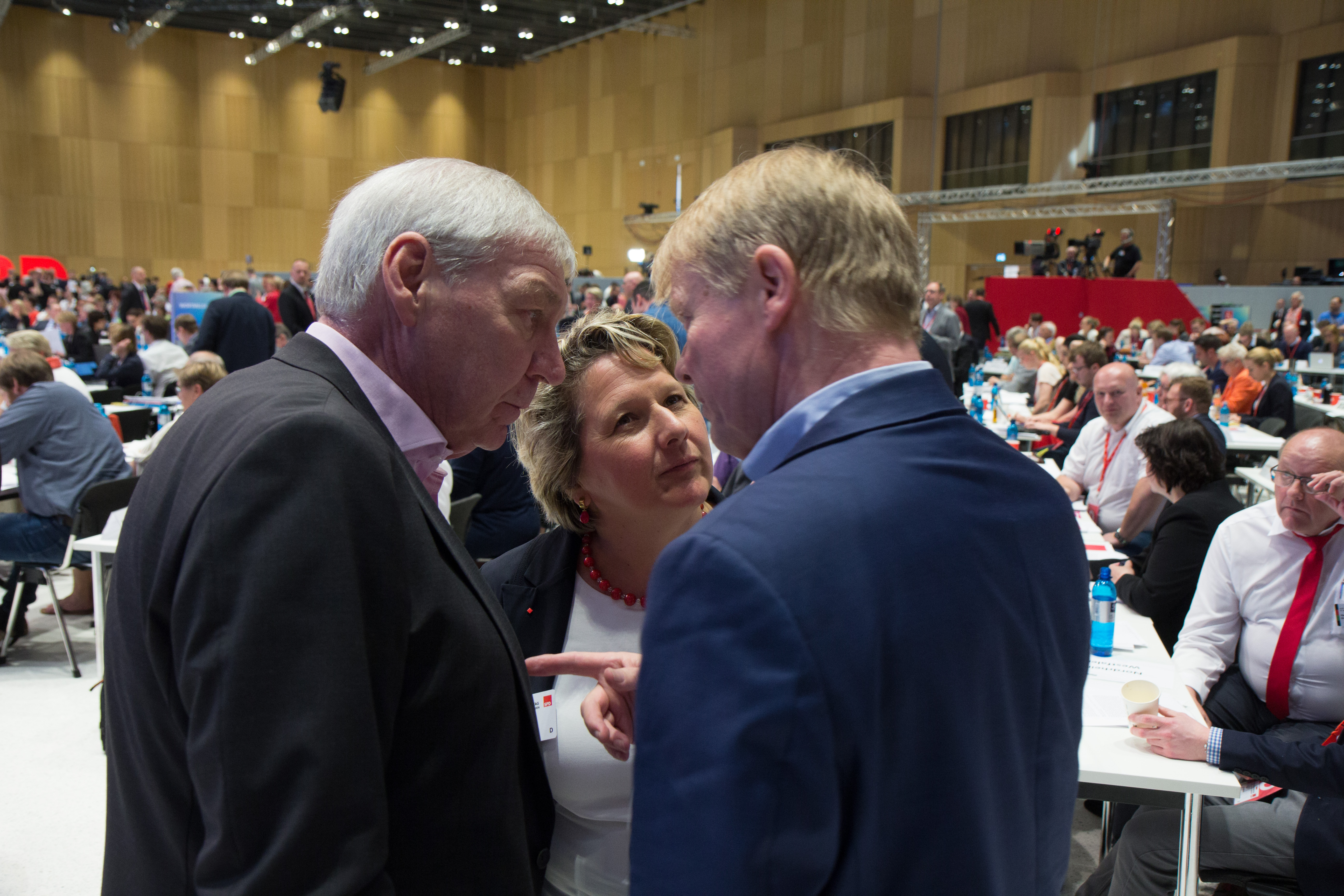
Reiner Hoffmann (r.) im Gespräch mit dem früheren DGB-Bundesvorsitzenden Michael Sommer und Bundesumweltministerin Svenja Schulze auf dem SPD-Bundesparteitag am 22. April 2018 in Wiesbaden

Reiner Hoffmann (* 30. Mai 1955 in Wuppertal) ist ein deutscher Gewerkschaftsfunktionär. Zwischen Mai 2014 und Mai 2022 war er Vorsitzender des Deutschen Gewerkschaftsbundes (DGB).

## Leben
Hoffmann ist der Sohn eines Maurers; seine Mutter arbeitete als Reinigungskraft. Nach der Volksschule und der Handelsschule besuchte er die Fachoberschule für Wirtschaft. Seinen Zivildienst machte er in der chirurgischen Abteilung eines städtischen Krankenhauses in Wuppertal. 1972 trat er der SPD bei sowie der IG Chemie-Papier-Keramik (seit 1997 IG Bergbau, Chemie, Energie, IG BCE).
Bei der Hoechst AG war er als Groß- und Außenhandelskaufmann tätig. Nach dem Zivildienst am Klinikum Wuppertal studierte er an der Gesamthochschule Wuppertal mit dem Abschluss 1982 als Diplom-Ökonom. Nach Tätigkeiten als Assistent beim Wirtschafts- und Sozialausschuss (WSA) der Europäischen Gemeinschaft in Brüssel und als Wissenschaftlicher Mitarbeiter am Fachbereich Wirtschaftswissenschaften der Gesamthochschule Wuppertal arbeitete er ab 1984 bei der Hans-Böckler-Stiftung und war dort bis 1994 Leiter der Abteilung Forschungsförderung.
Von Oktober 1994 bis Mai 2003 war er Direktor des Europäischen Gewerkschaftsinstituts (EGI), danach bis 2003 stellvertretender Generalsekretär des Europäischen Gewerkschaftsbundes (EGB). Ab 2009 war er Leiter des Landesbezirks Nordrhein der IG BCE. Im Oktober 2013 wurde er zum Mitglied des Geschäftsführenden Bundesvorstandes des DGB gewählt und trat dieses Amt im Februar 2014 als Nachfolger von Claus Matecki an. Am 15. Januar 2014 nominierten ihn die Vorsitzenden der acht Mitgliedsgewerkschaften des DGB offiziell für die Position an der Spitze des Gewerkschaftsbundes. Im Mai 2014 wurde er vom DGB-Bundeskongress gewählt. Er erhielt 93,1 Prozent der Delegiertenstimmen. Hoffmann trat die Nachfolge von Michael Sommer an. Zusammen mit Kerstin Jürgens und Christina Hoffmann hat er 2017 den Band Arbeit transformieren! Denkanstöße der Kommission „Arbeit der Zukunft“ herausgegeben. Im Mai 2018 wurde er vom DGB-Bundeskongress in Berlin mit einer Mehrheit von 76,3 Prozent (289 Delegierte pro, 90 Delegierte kontra) im Amt bestätigt.
Hoffmann setzte 2017 eine Kommission ein, die drei Jahre lang zur Erinnerungskultur der sozialen Demokratie in der Bundesrepublik geforscht hat. Es sollte nicht im engeren Sinne nur die Rolle der Gewerkschaften, sondern ein breiteres Spektrum an Akteuren z. B. bei Arbeitskämpfen in den Blick genommen werden.
Zu einer dritten Amtszeit als Vorsitzender des DGB trat er nicht mehr an. Seit dem 9. Mai 2022 ist Yasmin Fahimi seiner Nachfolgerin im Amt des Vorsitzenden des Deutschen Gewerkschaftsbundes (DGB). Anschließend übernahm er eine Tätigkeit beim Politikberatungsunternehmen Rud Pedersen.
Seit 2022 ist Hofmann stellvertretender Vorsitzender der Friedrich-Ebert-Stiftung.
Hoffmann sitzt in Aufsichtsräten mehrerer Unternehmen, unter anderem der Bayer AG. Seit Februar 2023 ist er Vorsitzender des Rates für Nachhaltige Entwicklung.
Er ist Witwer und hat zwei erwachsene Kinder.